# Ladyfinger
Ladyfingers (italiensk: savoiardi) er tørre, sprøde kager af form som små fingre, deraf navnet. De indgår i forskellige desserter, fx i tiramisu. I desserter vil de typisk være vædet, i tiramisu med kaffe eller espresso. 